# Антрешо
Антрешо (фр. Entrechaux) — коммуна во французском департаменте Воклюз региона Прованс — Альпы — Лазурный Берег. Относится к  кантону Малосен.	

## География

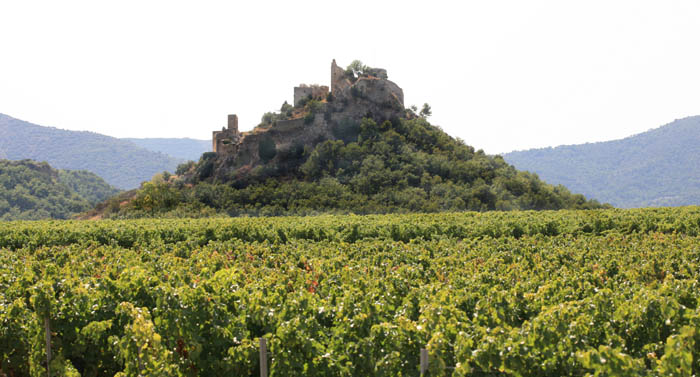
Вид на коммуну.

Антрешо	расположен в 40 км к северо-востоку от Авиньона, в 6,5 км к юго-востоку от Везон-ла-Ромена и в 7 км к северу от Малосена. Соседние коммуны: Сен-Ромен-ан-Вьенуа и Фокон на севере, Моллан-сюр-Овез на северо-востоке, Бомон-дю-Ванту на юге, Кресте на западе, Сен-Марселлен-ле-Везон на северо-западе.

### Гидрография
Окрестности коммуны богаты ручьями, питающими проходящий через Антрешо Увез и протекающий на северо-западе коммуны приток Увеза Тулуран.

## Демография
Население коммуны на 2010 год составляло 1071 человек.
| 1962 | 1968 | 1975 | 1982 | 1990 | 1999 | 2010 |
| ---- | ---- | ---- | ---- | ---- | ---- | ---- |
| 615  | 635  | 637  | 724  | 809  | 869  | 1071 |

## Достопримечательности
- Развалины замка, на вершине холма.
- Часовня Нотр-Дам-де-Назарет, к востоку от вершины.
- Часовня Сен-Лоран, на западе.
- Часовня Сент-Андре.